# Baleagung
Baleagung is een bestuurslaag in het regentschap Magelang van de provincie Midden-Java, Indonesië. Baleagung telt 3489 inwoners (volkstelling 2010).